# 林崎千明
林崎 千明（はやしざき ちあき、1938年（昭和13年）3月25日 - ）は、日本の海上自衛官。第20代海上幕僚長。

## 略歴
岩手県出身。遠野高校を経て防衛大学校（第4期）を卒業し、海上自衛隊に入隊。護衛艦「ちくご」艦長、第2護衛隊群司令、海上幕僚監部防衛部長、大湊地方総監、佐世保地方総監等の要職を歴任し、第20代海上幕僚長に就任。

## 年譜
- 1960年（昭和35年）3月：防衛大学校卒業（第4期）、海上自衛隊に入隊（第11期幹候）
- 1976年（昭和51年）
  - 1月：2等海佐
  - 3月：護衛艦「ちくご」艦長
- 1980年（昭和55年）7月：1等海佐
- 1982年（昭和57年）1月11日：海上幕僚監部防衛部防衛課業務計画班長
- 1984年（昭和59年）3月2日：第22護衛隊司令
- 1985年（昭和60年）6月1日：海上幕僚監部防衛部防衛課長
- 1986年（昭和61年）7月1日：海将補に昇任、海上幕僚監部防衛部副部長
- 1987年（昭和62年）12月2日：第2護衛隊群司令
- 1989年（平成元年）3月16日：海上幕僚監部防衛部長
- 1991年（平成03年）3月16日：海将に昇任、第25代大湊地方総監
- 1992年（平成04年）6月16日：第26代佐世保地方総監に就任
- 1993年（平成05年）7月1日：第20代海上幕僚長に就任
- 1994年（平成06年）12月15日：退官

その後、財団法人水交会副会長兼理事長を経て、2008年（平成20年）3月より同会会長（2012年6月退任、相談役）
- 2010年（平成22年）11月3日：瑞宝重光章受章[1]

## 栄典
- 瑞宝重光章 - 2010年（平成22年）11月3日